# St. Georg (Ochsenhausen)

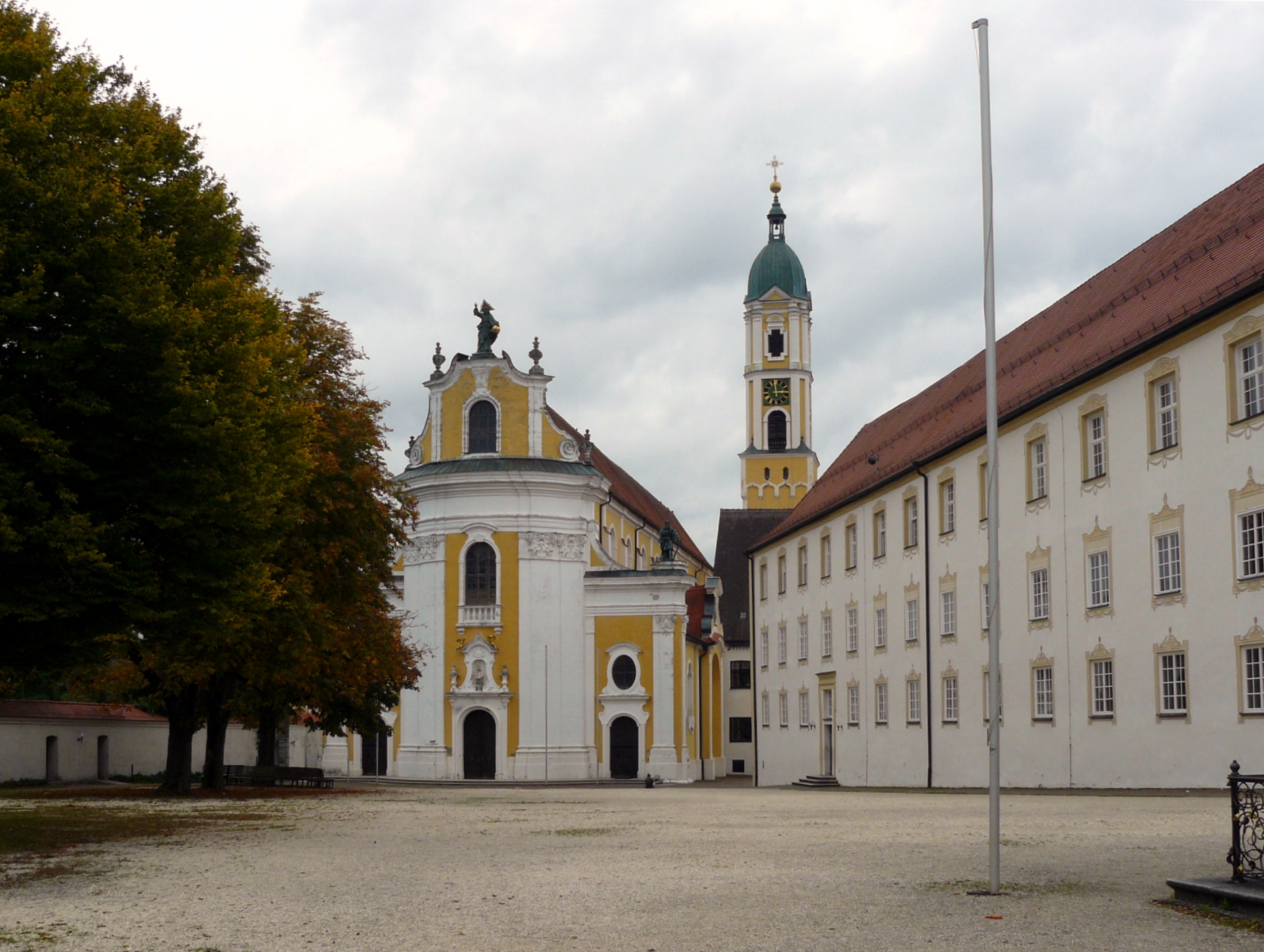
St. Georg und Fürstenbau

Die barocke Klosterkirche St. Georg war bis zur Säkularisation 1803 die Abteikirche des ehemaligen Benediktinerklosters Ochsenhausen in Ochsenhausen. Heute ist sie römisch-katholische Pfarrkirche der Seelsorgeeinheit St. Benedikt im Dekanat Biberach im Landkreis Biberach in Oberschwaben.

## Geschichte
Die erste Klosterkirche, eine dreischiffige romanische Säulenbasilika, wurde 1093 vom Konstanzer Diözesanbischof Gebhard III. von Zähringen dem Heiligen Georg geweiht. Mitanwesend war auch der an den Bodensee geflüchtete Bischof Thiemo von Salzburg. Die Ausrichtung der Kirche weist eine Abweichung von 17° nach Norden, gegenüber der normalen Ostung aus. Dies rührt von ihrer Lage auf einer Erhebung und der Beobachtung, dass am 23. April, dem Patronatstag des Heiligen Georg, aufgrund dieser Abweichung von der Ostung, die Sonne erstmals im Jahresverlauf auf den Hochaltar fällt.
Eine neue Klosterkirche wurde in den Jahren 1489 bis 1495 in spätgotischem Stil unter Abt Simon Lengenberger von Martin Österreicher aus Buchberg erbaut und vom Konstanzer Bischofsvikar Daniel Zehender am 29. Mai 1495 geweiht.
Die Barockisierung der spätgotischen Kirche begann 1660 mit der Ausschmückung der Sakristei und zog sich über acht Jahrzehnte hin. 1725 wird die spätbarocke Fassade von Christian Wiedemann errichtet. Bei den Deckenfresken findet schon der Übergang vom Barock zum Klassizismus statt. Barock sind die im Mittelschiff von Johann Georg Bergmüller 1727 bis 1729 geschaffenen Fresken. Die Bilder, die Johann Joseph Anton Huber in den beiden Seitenschiffen 1784 malte, sind bereits in frühklassizistischem Stil gehalten.
Papst Franziskus erhob die Kirche 2019 zur Basilica minor.

## Architektur

### Fassade
Der vorschwingende Mittelteil der Fassade der ehemaligen Abteikirche Ochsenhausen wird von Doppelpilastern gerahmt und von einem hohen Gebälk abgeschlossen. Über dem von Ziervasen und einer Nische bekrönten Hauptportal liegt das mit einer Balustrade und kleinem Segmentbogengiebel versehene Rundbogenfenster. Die auffällig flächigen Doppelpilaster besitzen Rücklagen. Über dem Hauptgebälk erhebt sich der von Voluten gerahmte Giebel. Zwischen dem gebrochenen Giebelgebälk steht die Statue des Titelheiligen Georg. Einziger zusätzlicher Giebelschmuck sind die vier Ziervasen. Die von einfachen Pilastern gerahmten Fassadenseiten sind niedriger und besitzen je ein Portal und darüber ein stehendes Ovalfenster.

### Innenraum
Der Grundriss bewahrt die mittelalterliche Disposition einer querhauslosen Basilika. Zwei Seitenkapellen sind dem nördlichen Seitenschiff angeschlossen. Im Aufriss dominiert die spätbarocke Pilaster-Gebälk-Architektur in korinthischer Ordnung. Die Pilaster zeigen im Langhaus einfache, im Chor übereinander gelegte Ausführung. Das Gebälk zieht sich über die gesamte Mauerlänge, was dem Raum seinen vereinheitlichenden Tiefenzug gibt. Aus der additiven Jochstruktur des Mittelalters wird der barocke Einheitsraum. Das verkröpfte Gebälk schwingt rhythmisch empor. Das Obergeschoss ist ein klassischer Obergaden ausgebildet, das heißt als Lichtgeschoss eines basiliken Raumes. Große Fenster gliedern ihn. Die Pfeilerachsen setzen sich zuerst in einer Attika-artigen Zwischenzone mit Stuckstatuen fort. Die gurtlose Stichkappentonne steigt von Konsolen empor. Einzig der Choreingang wird von einem Gurt markiert. Die Wölbung wirkt als weiteres Element raumvereinheitlichendes Element. Sie ist mit reihenden Einzelfresken geschmückt.

## Ausstattung

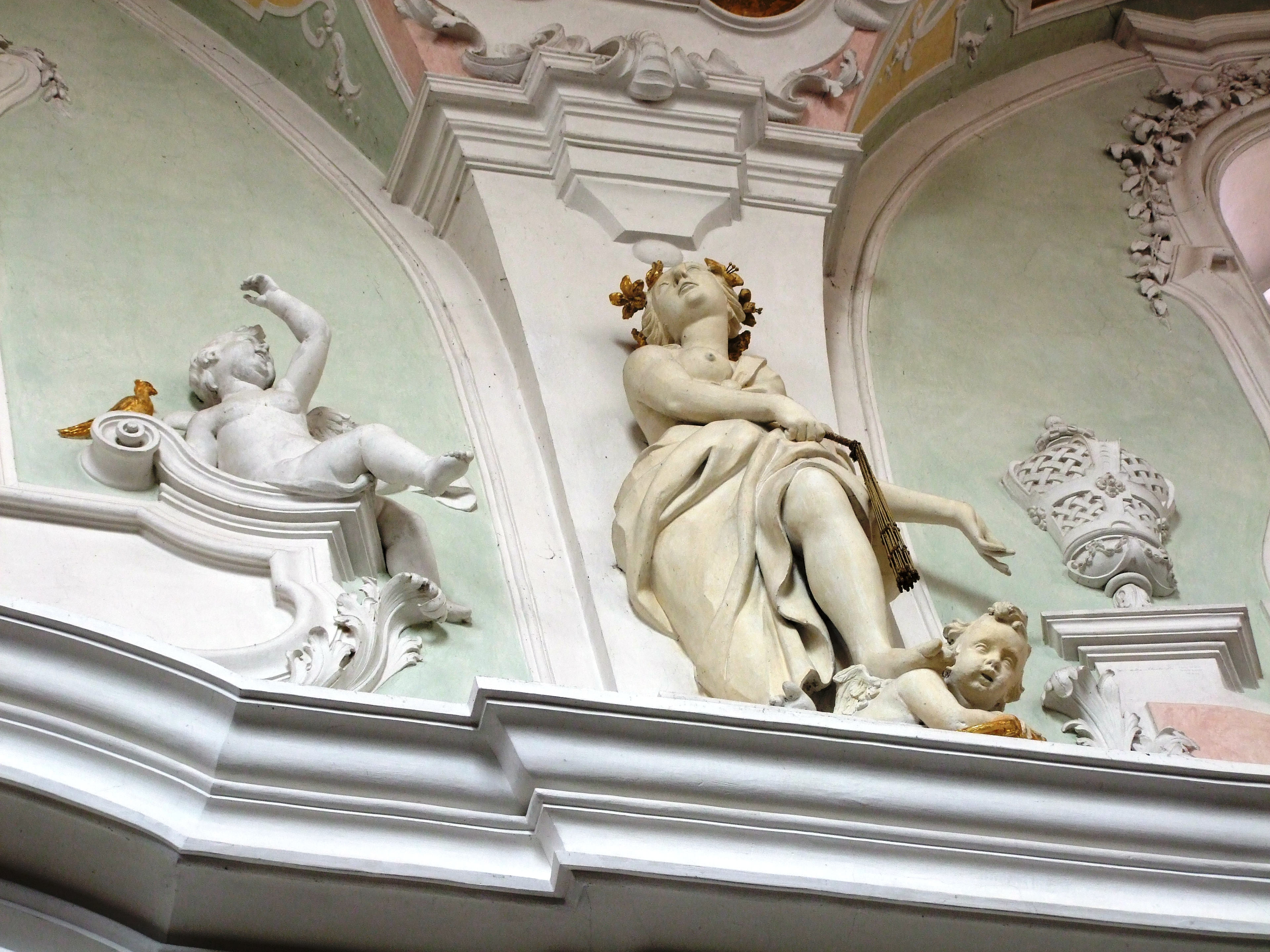
Allegorie der Keuschheit

### Reliefs und Statuen
Über den Arkadenbögen im Langhaus und im Chorraum sind sechzehn Reliefdarstellungen angebracht, die von Gaspare Mola (um 1684–1746) um 1731/1732 geschaffen wurden. Sie zeigen Christus, Maria und vierzehn Apostel. Es ist eine große Besonderheit in dieser Kirche, dass die zwölf Apostel einschließlich des Judas Iskariot dargestellt werden. Seine Attribute sind Geldbeutel und Strick, aber auch er ist mit einem Heiligenschein versehen. Mit seinem gewählten Nachfolger Matthias und dem häufig vertretenen Paulus wird der Kreis der Apostel auf vierzehn erweitert.
Wahrscheinlich auch von Gaspare Mola stammen die sechzehn Gesimsfiguren, die sich zwischen den Fenstern auf beiden Seiten des Mittelschiffes und des Mönchschores befinden und zwischen 1729 und 1732 entstanden sind. Sie sind durch lateinische Inschriften und ihre Attribute, die zum Teil von Putten gehalten werden, als Tugenden gekennzeichnet. Über den Figuren befinden sich ebenso viele vergoldete Stuckreliefs mit Bibelszenen, die die jeweilige Tugend verdeutlichen. Da drei Tugenden doppelt abgebildet sind, haben wir es mit dreizehn verschiedenen Tugenden zu tun, und zwar mit den drei göttlichen Tugenden Glaube, Hoffnung und Liebe, den vier Kardinaltugenden Klugheit, Besonnenheit, Stärke und Gerechtigkeit, den drei Evangelischen Räten Armut, Keuschheit und Gehorsam und mit Demut, Frömmigkeit und Selbsthingabe als Ergänzungen zu diesen Gruppen.

### Fresken

Innenraum
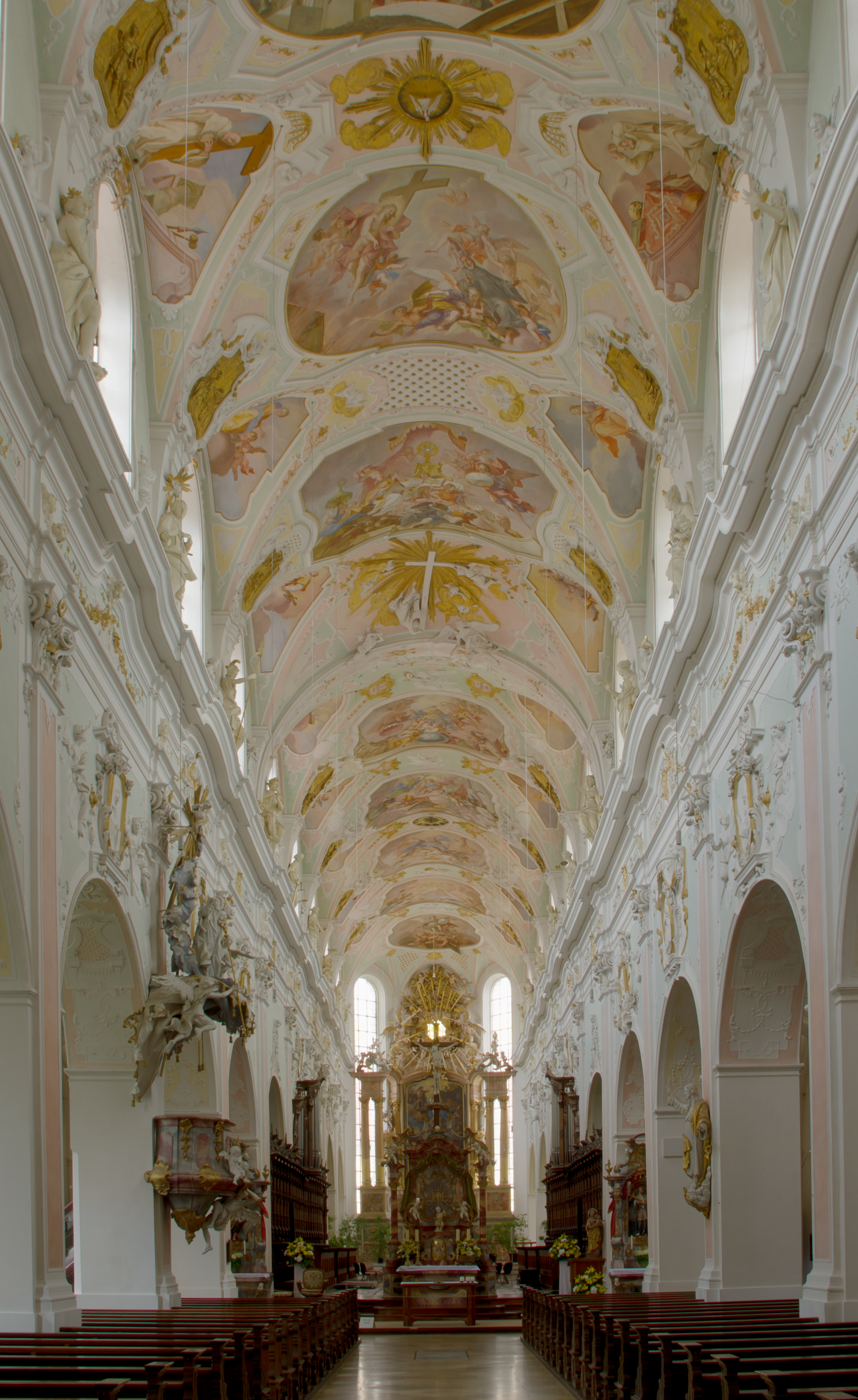
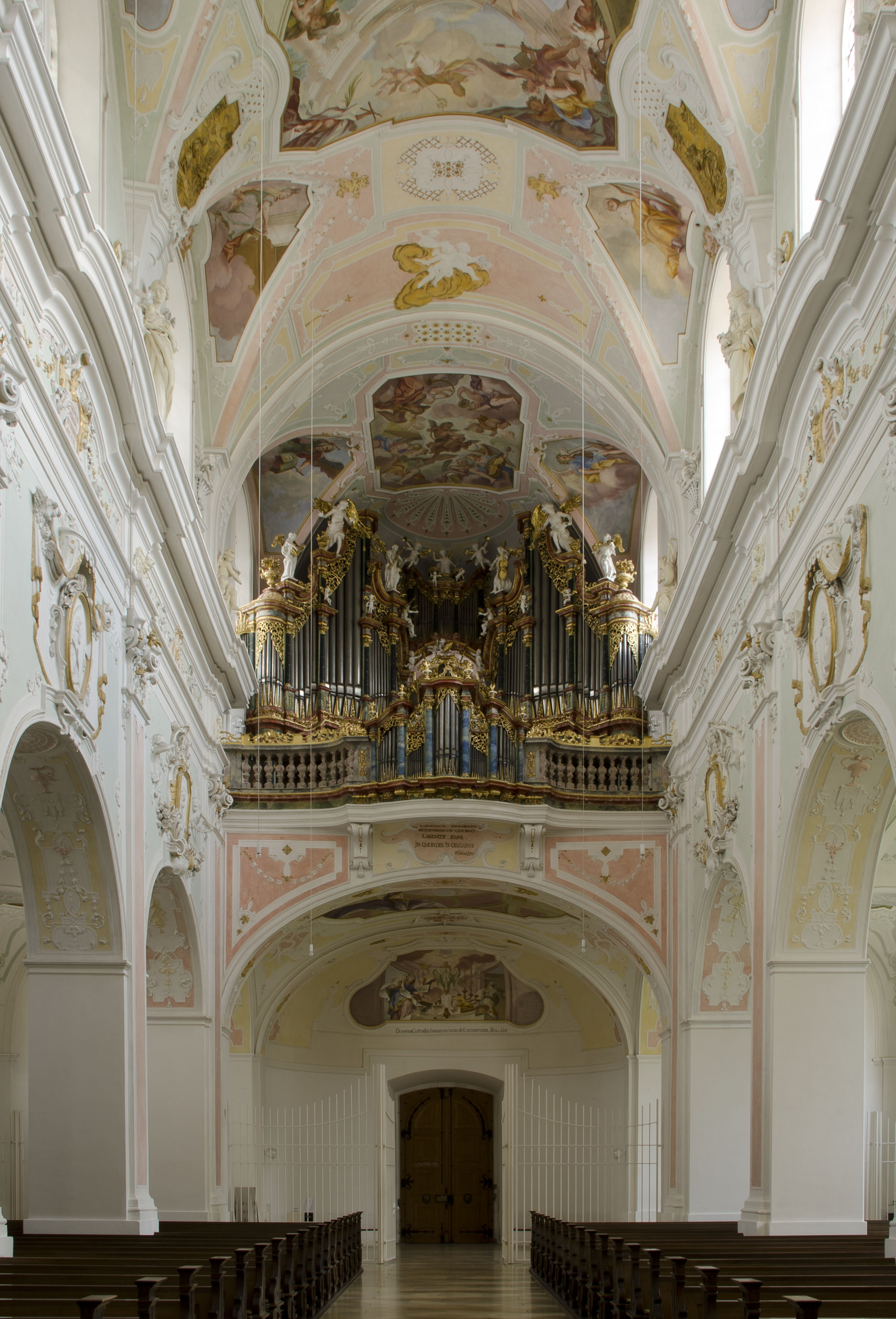
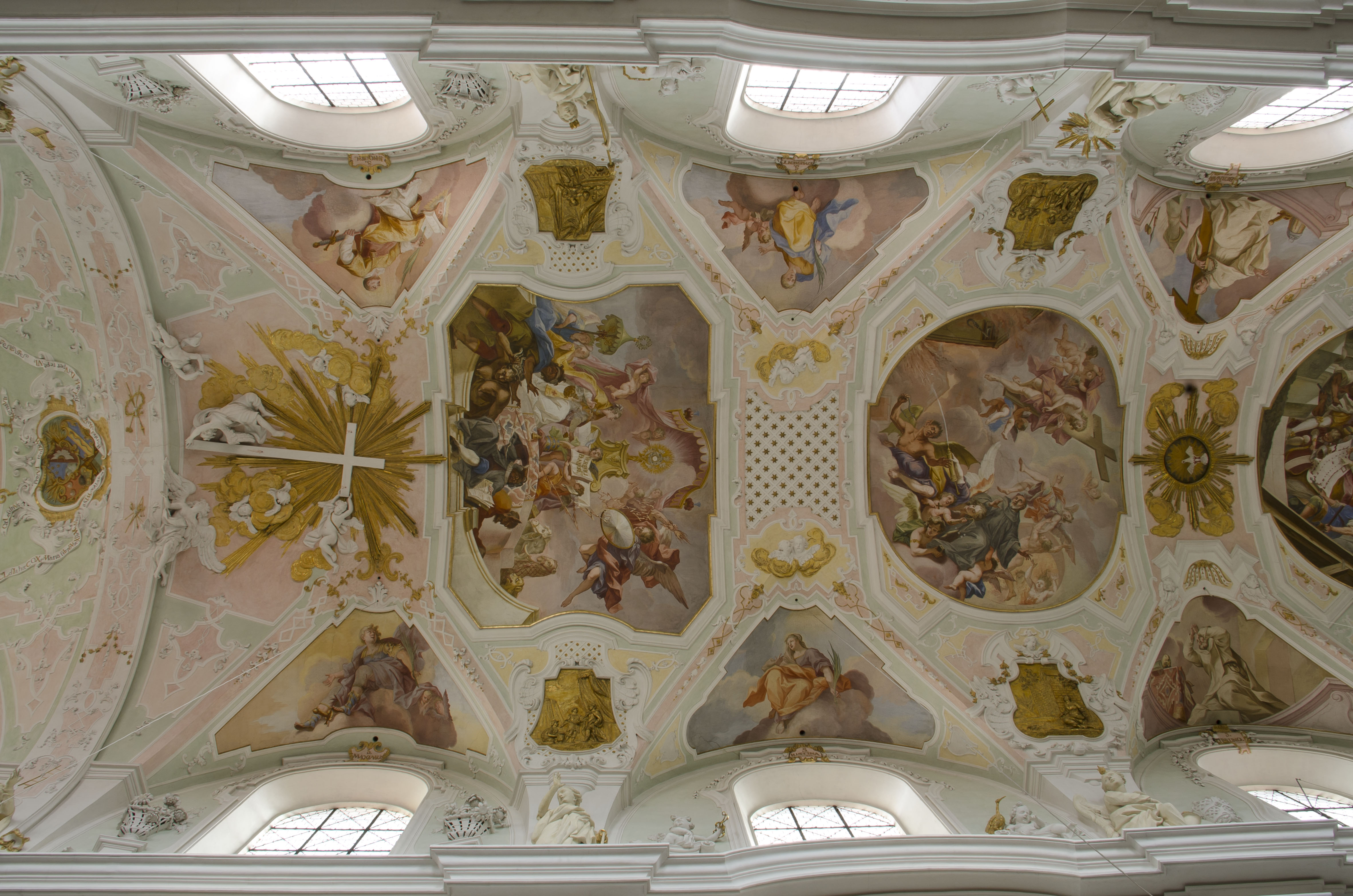

In den Seitenschiffen des Langhauses malte Johann Joseph Anton Huber Bilder zu den zwölf Artikeln des Apostolischen Glaubensbekenntnisses. Der Zyklus beginnt im nördlichen Seitenschiff beim Rosenkranzaltar und verläuft von Ost nach West. Im Süden wird er beim Sebastiansaltar fortgesetzt und verläuft parallel. Im Bereich des Mönchschores stellte Huber im nördlichen Seitenschiff die vier lateinischen Kirchenväter dar und im südlichen die vier Evangelisten. Von 1787 ist sein Fresko unter der Orgelempore in der Mitte der Vorhalle, das die Vertreibung der Händler aus dem Tempel zum Thema hat.

## Orgeln

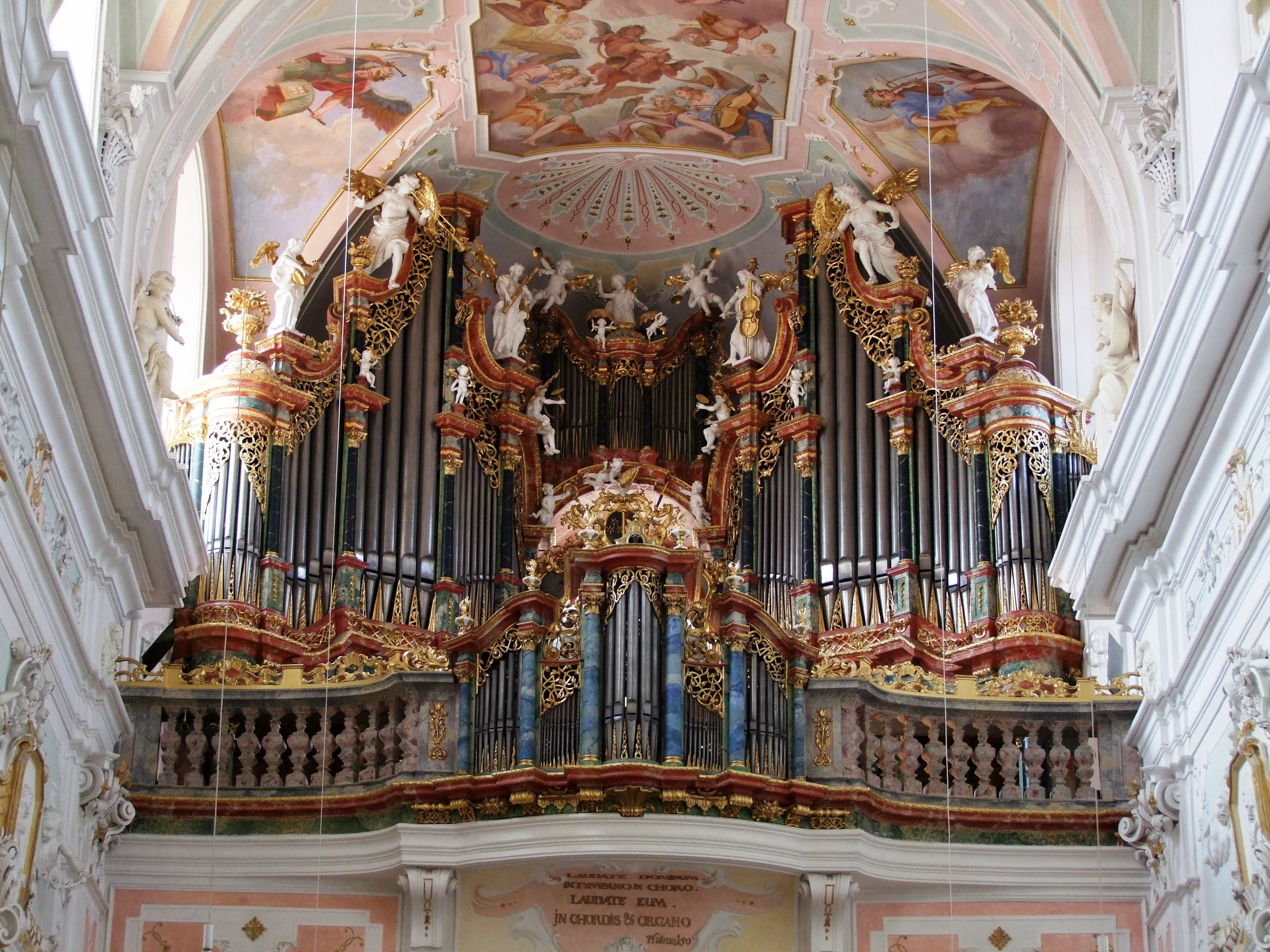
Gablersche Hauptorgel von St. Georg

In St. Georg befinden sich zwei historische Orgeln: Die große Gabler-Orgel auf der Westempore und die Höß-Orgel im Chorraum.

### Hauptorgel
Joseph Gabler schuf in den Jahren 1728 bis 1734 ein Werk, das er 1751 bis 1755 umbaute. Die Orgel verfügte nun über 47 Register auf vier Manualen und Pedal. Das Hauptwerk sowie das Solo befinden sich auf je einer Seite und sind durch das Mittelfenster voneinander getrennt. Das Brüstungspositiv, das vom dritten Manual aus spielbar ist, steht in der Emporenbrüstung. Das vierte Manual, das Gabler als Echowerk konzipierte, befindet sich zu einem großen Teil über dem Mittelfenster und wird von einer Windlade unterhalb des Fensters mit Wind versorgt, wo auch einige Pfeifen untergebracht sind. Im Zuge späterer Veränderungen ging die ursprüngliche Spielanlage verloren. 1894–1895 führte Christoph Ludwig Goll eine Modernisierung durch, baute eine Barkermaschine ein und erweiterte den Pedalumfang auf f1. 1939–1940 restaurierten die Firmen Reiser Orgelbau und Walcker das Instrument. Eingreifend waren die Maßnahmen durch Reiser in den Jahren 1965–1971. Nach Plänen von Walter Supper wurden die Trakturen und Ventilkästen sowie die meisten Zungenregister erneuert und ein viermanualiger Spieltisch eingebaut. Der größte Teil des Pfeifenwerks blieb jedoch erhalten, sodass 2000–2004 durch Orgelbau Kuhn in Zusammenarbeit mit Johannes Klais Orgelbau eine umfassende Restaurierung auf den Zustand von 1755 unternommen wurde. Die heutige Disposition entspricht weitgehend der von 1755:
| I Solo C–c3 |              |     |
| 1.          | Borduen      | 16′ |
| 2.          | Principal    | 08′ |
| 3.          | Coppel       | 08′ |
| 4.          | Solicional   | 08′ |
| 5.          | Violoncel    | 08′ |
| 6.          | Quinta Tön   | 08′ |
| 7.          | Unda Maris 0 | 08′ |
| 8.          | Flute: Trev: | 04′ |
| 9.          | Rohrflaut    | 04′ |
| 10.         | Fugari       | 04′ |
| 11.         | Piffaro II   | 04′ |
| 12.         | Trompet      | 08′ |

| II Hauptmanual C–c3 |                     |    |
| 13.                 | Principal           | 8′ |
| 14.                 | Flauten             | 8′ |
| 15.                 | Viola               | 8′ |
| 16.                 | Quint               | 6′ |
| 17.                 | Octav               | 4′ |
| 18.                 | Sexq: Alt: III–IV 0 | 3′ |
| 19.                 | Cornet III–V        | 2′ |
| 20.                 | Sup: Oct:           | 2′ |
| 21.                 | Mixtur VI–VII       | 2′ |

| III Brustpositiv C–c3 |               |    |
| 22.                   | Coppelflöte   | 8′ |
| 23.                   | Quinta Tön    | 8′ |
| 24.                   | Principal     | 4′ |
| 25.                   | Flauto Dolce  | 4′ |
| 26.                   | Piffaro II    | 4′ |
| 27.                   | Flageolet     | 2′ |
| 28.                   | Cornet III–IV | 2′ |
| 29.                   | Mixtur III    | 1′ |
| 30.                   | Vox Humana    | 8′ |
| 31.                   | Hautbois      | 4′ |
|                       | Tremulant     |    |

| IV Echo C–c3 |                   |    |
| 32.          | Principal         | 8′ |
| 33.          | Rohr.Fla          | 8′ |
| 34.          | Quinta Tön        | 8′ |
| 35.          | Dolcian (ab c1) 0 | 8′ |
| 36.          | Octav             | 4′ |
| 37.          | Flöte             | 4′ |
| 38.          | Violoncel         | 4′ |
| 39.          | Super: Oct        | 2′ |
| 40.          | Cymbala III       | 2′ |
| 41.          | Hautbois          | 8′ |
|              | Tremulant         |    |

| Pedal C–d1 |                |     |
| 42.        | Praestant      | 16′ |
| 43.        | Subbaß         | 16′ |
| 44.        | Violonbaß II 0 | 16′ |
| 45.        | Octavbaß       | 08′ |
| 46.        | Mixtur B. IV   | 06′ |
| 47.        | Posaun B.      | 16′ |

- Koppeln: IV/III, III/II, II/I, I/P
- Nebenregister: Carillon (ab c0) in II, Cuculus in III

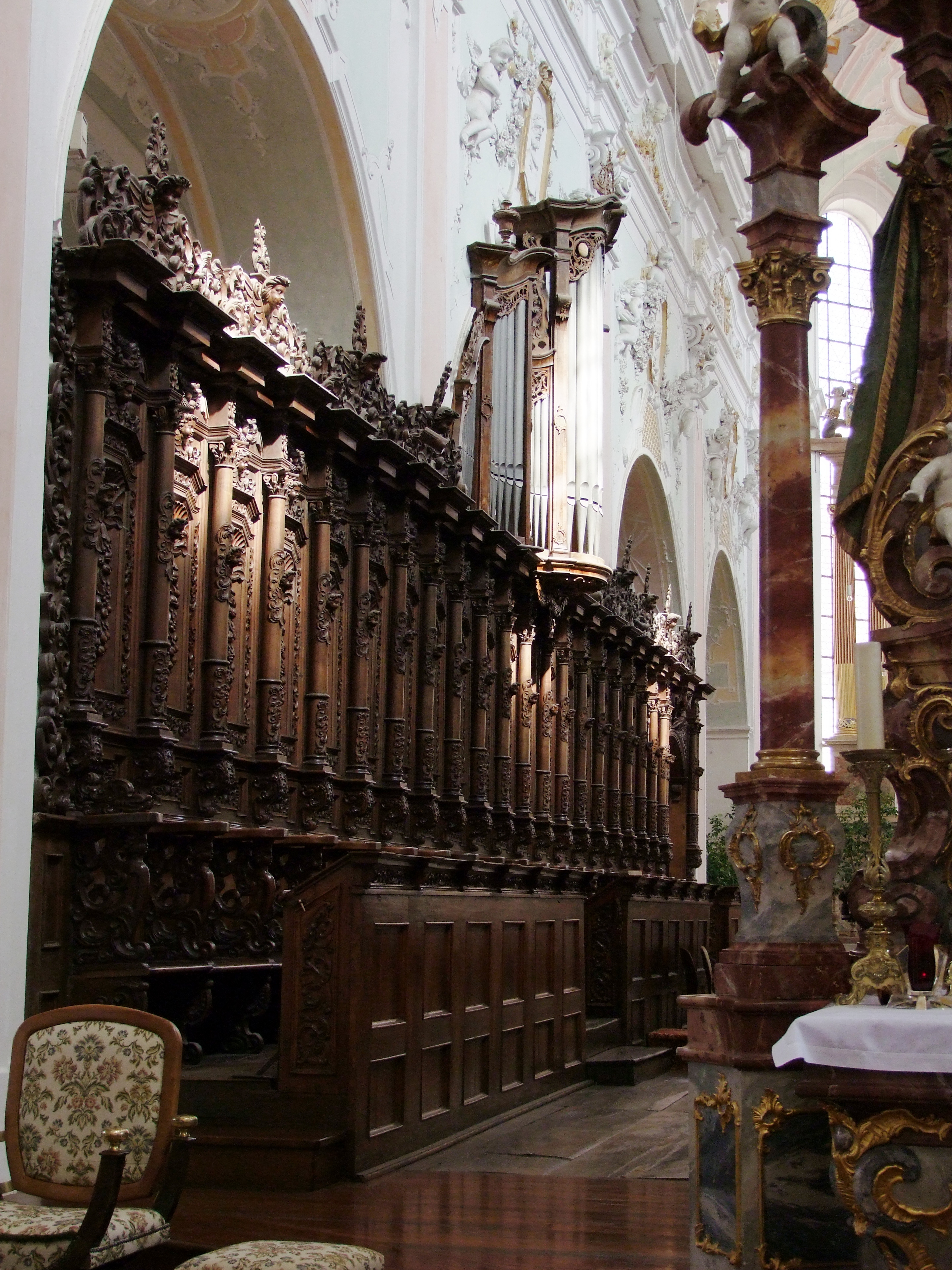
Chorgestühl mit Chororgel links und Blattmasken auf den unteren Trommeln der Säulen

### Chororgel
Die Chororgel von St. Georg stammt aus dem Jahr 1780 und wurde von Joseph Höß erbaut. Ihr Disposition lautet:
| I Hauptwerk C–d3 |                |    |
| 1.               | Principal      | 8′ |
| 2.               | Coppel         | 8′ |
| 3.               | Salicional     | 8′ |
| 4.               | Violoncell     | 8′ |
| 5.               | Octav          | 4′ |
| 6.               | Superoctav     | 2′ |
| 7.               | Spitzflöte     | 2′ |
| 8.               | Cornett IV–V 0 | 4′ |
| 9.               | Mixtur III–V   | 2′ |
| 10.              | Oboe           | 8′ |

| II Positiv C–d3 |                  |    |
| 11.             | Principal        | 8′ |
| 12.             | Coppel           | 8′ |
| 13.             | Bordun           | 8′ |
| 14.             | Gamba            | 8′ |
| 15.             | Octav            | 4′ |
| 16.             | Flauten          | 4′ |
| 17.             | Waldflöt         | 2′ |
| 18.             | Rauschquint IV 0 | 2′ |

| Pedal C–d0 |            |     |
| 19.        | Subbaß     | 16′ |
| 20.        | Violonbaß  | 08′ |
| 21.        | Octavbaß   | 08′ |
| 22.        | Bombarde 0 | 16′ |

- Koppeln: II/I, I/P